# Evangelische Kirche (Hasselbach)

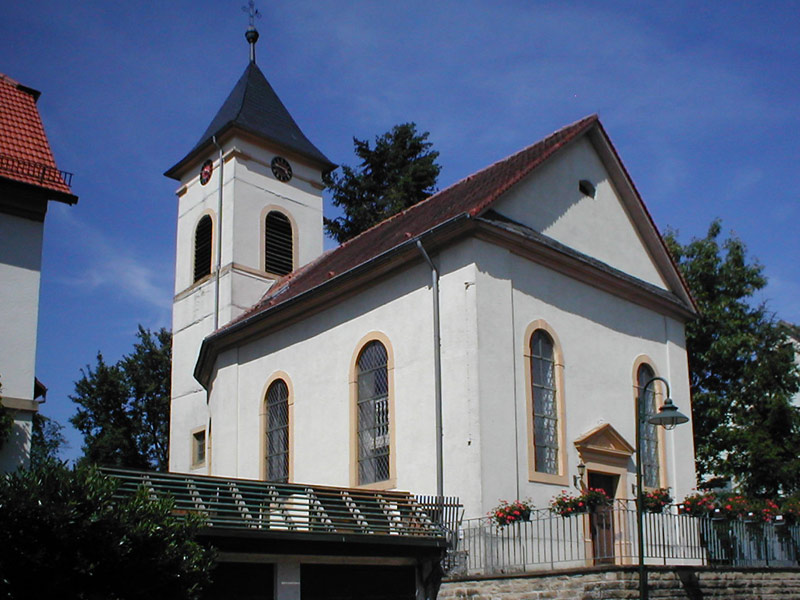
Evangelische Kirche in Hasselbach

Die Evangelische Kirche in Hasselbach, einem Stadtteil der Großen Kreisstadt Sinsheim im Rhein-Neckar-Kreis im nördlichen Baden-Württemberg, wurde 1810/11 anstelle eines Vorgängerbaus von 1556 errichtet. Die Kirche war der erste Kirchenbau des Architekten Christoph Arnold, der zu dieser Zeit Residenzbaumeister in Karlsruhe und Mitarbeiter von Friedrich Weinbrenner war.

## Glocken
Bei der Einweihung der Kirche am 3. November 1811 besaß diese zwei oder drei 1777 und 1788 bei Anselm Franz Speck in Heidelberg gegossene Glocken. Die ältere der Glocken musste im Ersten Weltkrieg abgeliefert werden. Als Ersatz erwarb man eine 1855 bei der Glockengießerei Bachert in Dallau gegossene Glocke, die sich zuvor in Daisbach befunden hatte. 1947 zersprang die größere Glocke von 1788, so dass man sich 1949 für die Anschaffung von zwei neuen Glocken entschloss, während die alte Daisbacher Glocke zurück an Bachert ging und später in das Glockenmuseum in Herrenberg gelangte.
Im Glockenturm der Kirche befinden sich heute die beiden 1950 bei Bachert in Kochendorf (Bad Friedrichshall) gegossenen Bronzeglocken. Die Große Glocke hat den Schlagton cis‘‘, einen Durchmesser von 67 cm und ein Gewicht von 165 kg. Die Kleine Glocke hat den Schlagton e‘‘, einen Durchmesser von 57 cm und ein Gewicht von 95 kg. Beide Glocken tragen die Inschrift GEGOSSEN FÜR DIE GEMEINDE HASSELBACH IM JAHRE 1950.